# Mbongo (Bamusso)
Pour les articles homonymes, voir Mbongo.
Mbongo est une localité du Cameroun, située dans l'arrondissement de Bamusso, le département du Ndian et la Région du Sud-Ouest.

## Population
On y a dénombré 108 personnes en 1953, 200 en 1968-1969 et 218 en 1972, principalement des Balondo du groupe Oroko.
Lors du recensement national de 2005, Mbongo comptait 1 231 habitants.
Une étude de terrain de 2011 y a dénombré 5 846 personnes.